# Eugène Octave Marie van Nispen tot Sevenaer
Jhr. dr. Eugène Octave Marie van Nispen tot Sevenaer (Nijmegen, 30 september 1895 - Den Haag, 15 januari 1957) was kunsthistoricus en directeur van de Rijksdienst voor de Monumentenzorg.
Van Nispen was lid van de familie Van Nispen en een zoon van rechtbankpresident jhr. mr. Carel Octave Marie van Nispen tot Sevenaer (1866-1949) en Clementina Maria Arnoldine barones van Hövell tot Westerflier (1872-1958). Hij was in 1927 getrouwd met Marie Johanna barones van Voorst tot Voorst (1907-2009) en had een dochter en zes zonen.
Van Nispen promoveerde aan de Universiteit Utrecht in 1933, onder begeleiding van Willem Vogelsang. Van 1939 tot 1956 was hij directeur van de Rijksdienst voor de Monumentenzorg. Hij was van 1951 tot zijn overlijden bestuurslid van het Centraal Bureau voor Genealogie. Zijn zoon Leo zou later ook directeur van de Rijksdienst voor de Monumentenzorg worden.
Hij werd begraven op de begraafplaats Sint Petrus Banden. Later werden drie andere familieleden bijgezet: zijn kleinzoon Leo E.M. van Nispen tot Sevenaer (geboren en overleden 1967), zijn kleindochter Renée M.L. van Nispen tot Sevenaer (1969-1971) en zijn jongste zoon Huub J.M. van Nispen tot Sevenaer (1947-1992).

## Foto’s van Van Nispen tot Sevenaer (selectie)

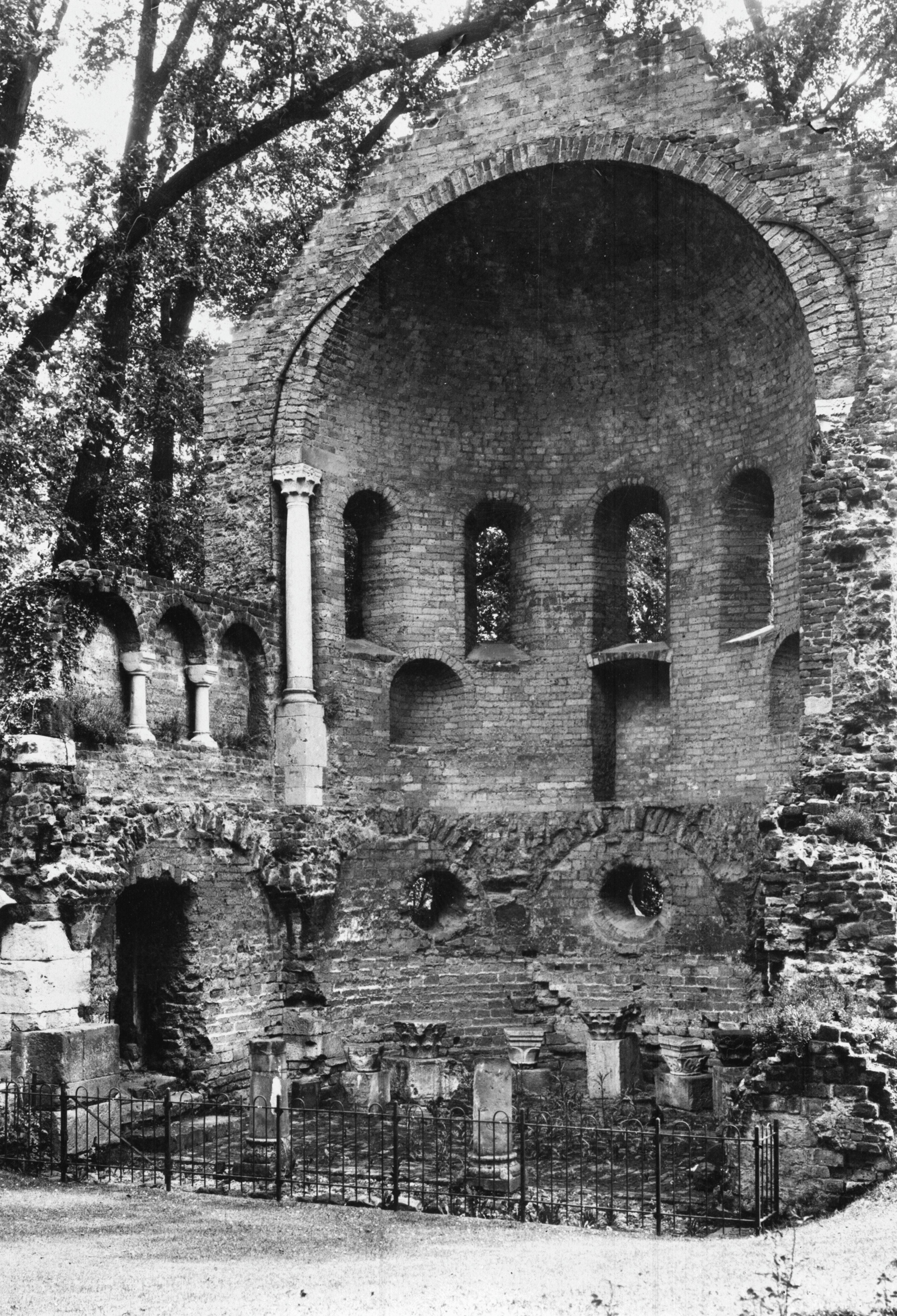
Barbarossa-ruïne Nijmegen (1923)
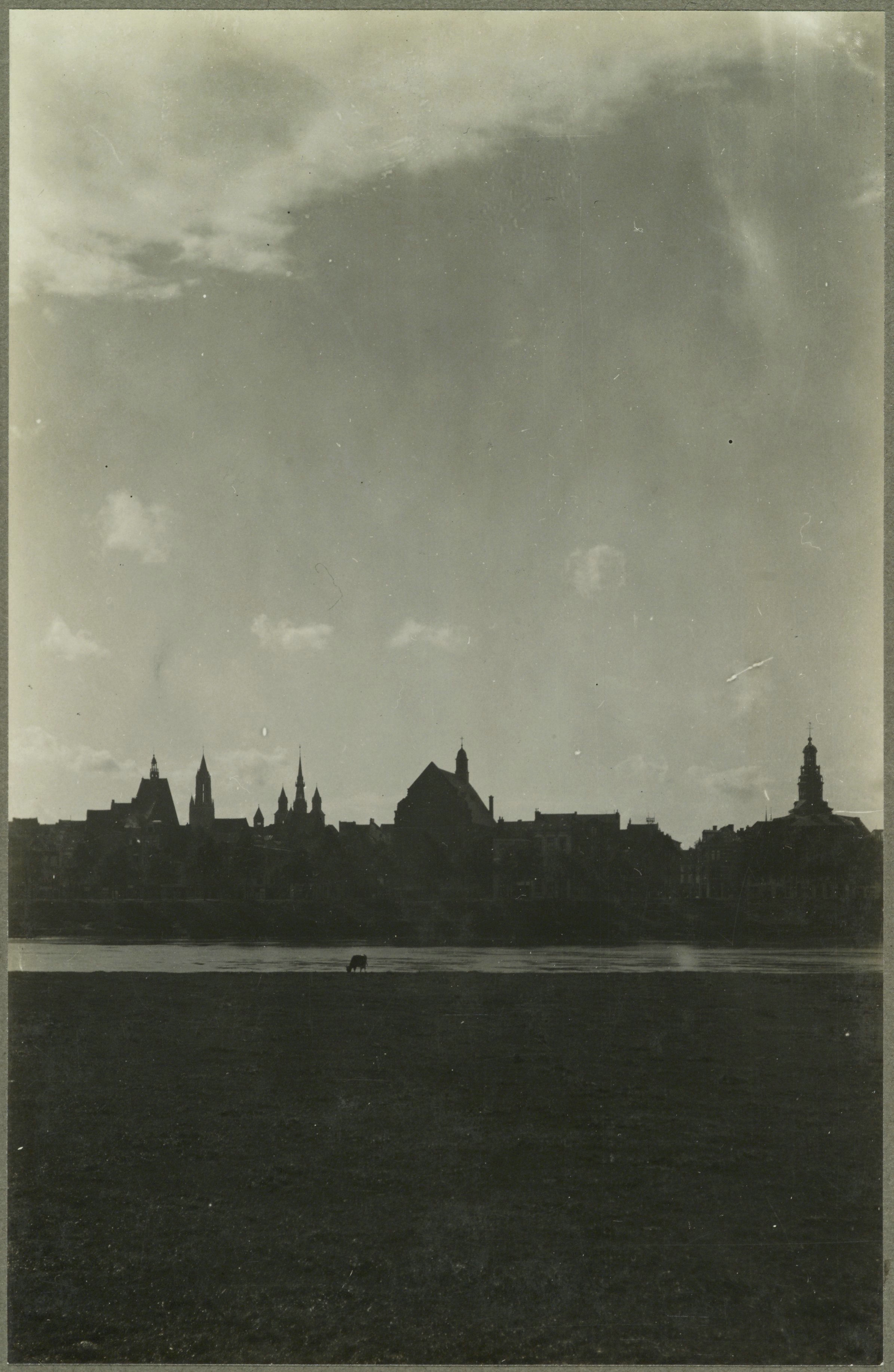
Panorama Maastricht  (1924)
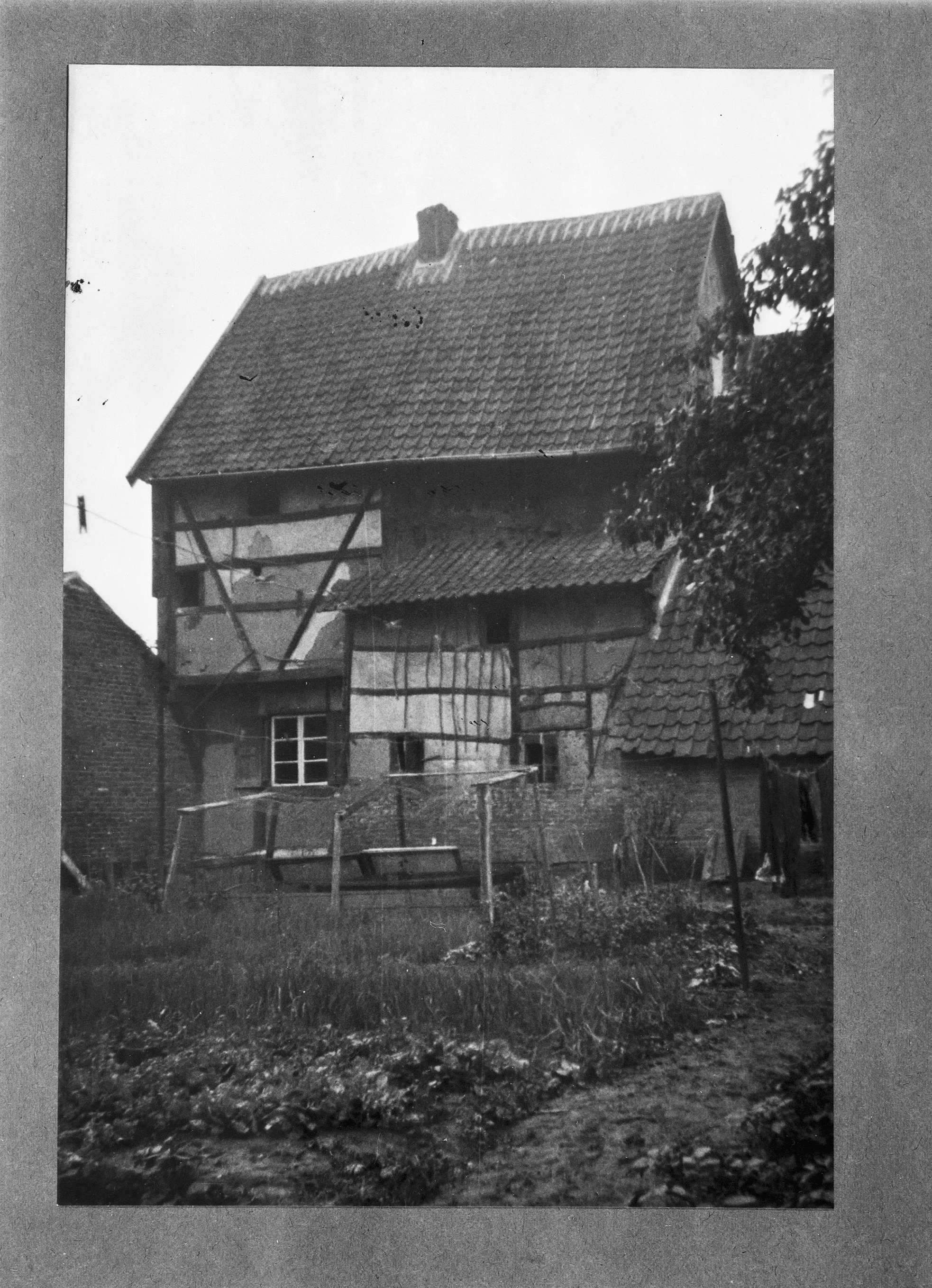
Verwoest Geleen (1945)
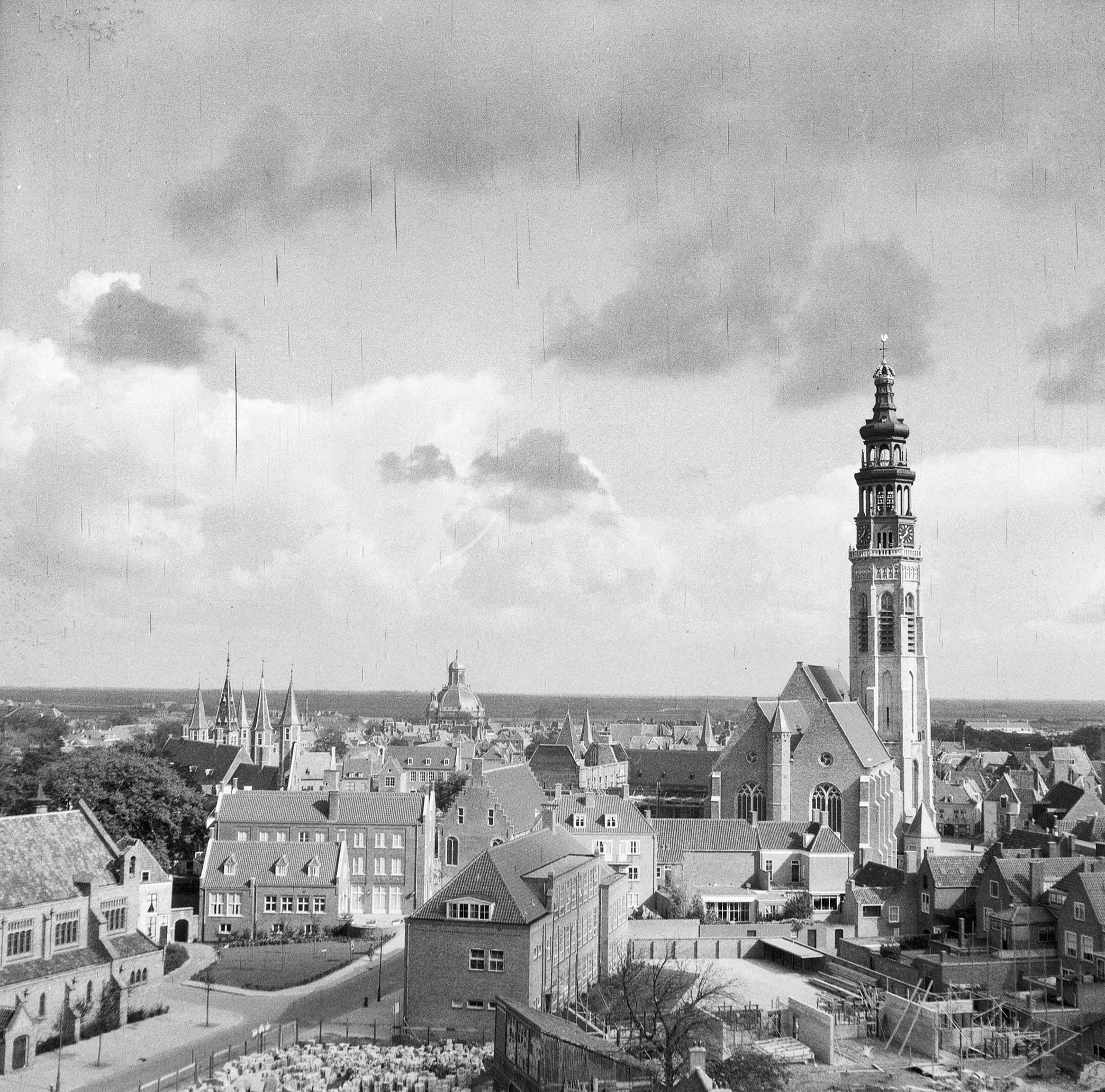
Panorama Middelburg (1956)
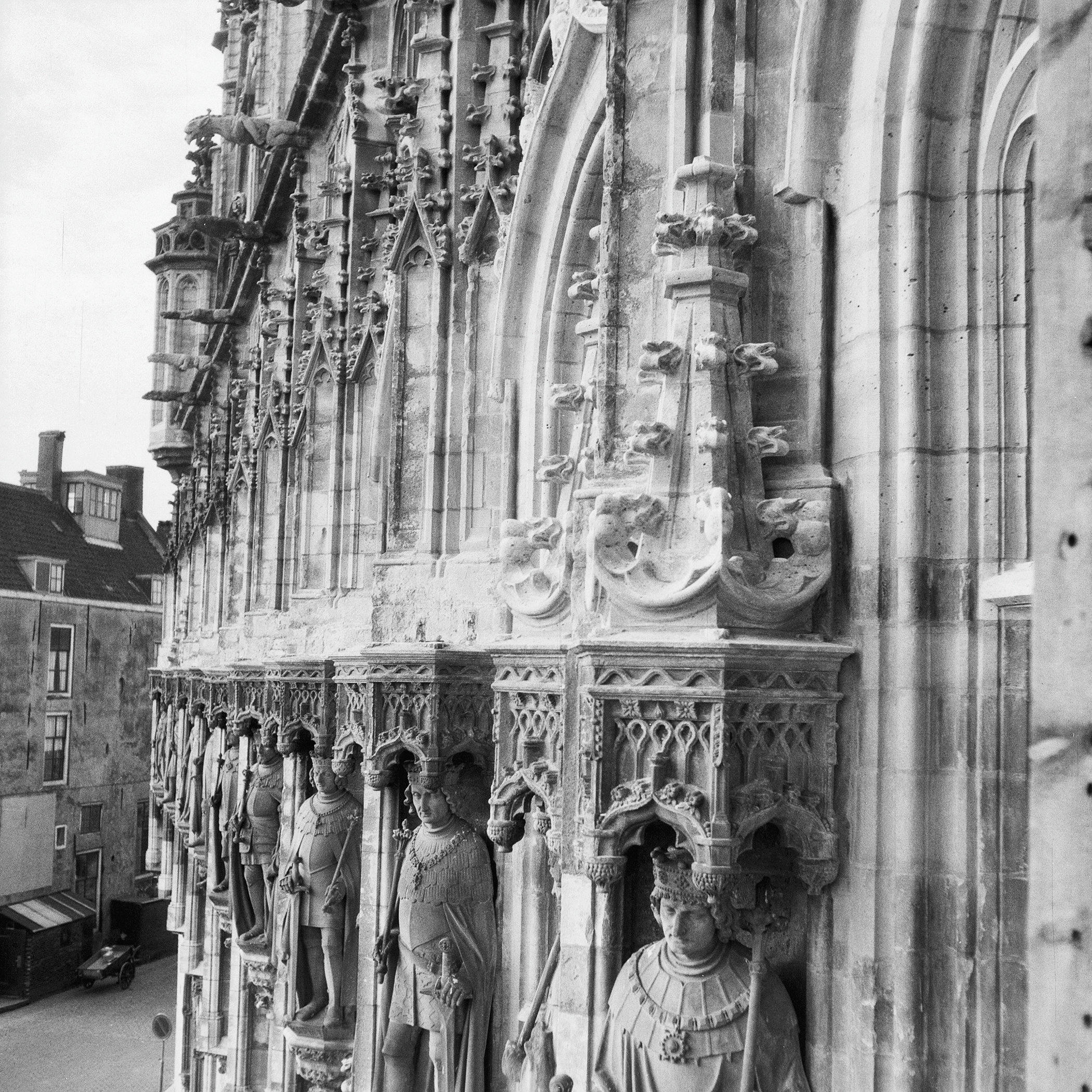
Stadhuis Middelburg (1956)

## Publicaties
- 1926-1953: Deel V, 1e stuk: De Monumenten in de Gemeente Maastricht, onderdeel van De Nederlandse monumenten van geschiedenis en kunst (i.s.m. Jan Kalf, directeur van het Rijksbureau voor de Monumentenzorg, en Willem Goossens, rijksarchivaris in Limburg). Gijsbers & van Loon, Arnhem. Oorspronkelijk verschenen in vijf afleveringen; in 1974 ongewijzigd heruitgegeven in twee delen
- 1929-1941: 'Maastrichtsche grafsteenen', serie van twaalf artikelen verschenen in: Publications de la Société Historique et Archéologique dans le Limbourg (PSHAL), jrg. 65 (1929), pp. 451-462; jrg. 66 (1930), pp. 97-110; jrg. 67 (1931), pp. 385-413; jrg. 68 (1932), pp. 123-134; jrg. 69 (1933), pp. 209-230; jrg. 71 (1935), pp. 245-292; jrg. 72 (1936), pp. 297-314; jrg. 73 (1937), pp. 275-288; jrg. 74 (1938), pp. 193-210; jrg. 75 (1939); jrg. 76 (1940), pp. 123-132; jrg. 77 (1941), pp. 271-282. LGOG, Maastricht
- 1933: Uit de bouwgeschiedenis der Sint Servaaskerk te Maastricht (proefschrift)[1]
- 1949: Nederlandsche kasteelen, Uitgeverij Allert de Lange, Amsterdam